# Директива об авторском праве на Едином цифровом рынке
Директива об авторском праве на Едином цифровом рынке Европейского Союза (англ. Directive on Copyright in the Digital Single Market) — директива Европейского союза, которая вступила в силу 6 июня 2019 года и призвана обеспечить эффективно функционирующий рынок авторских прав.
Директива дополняет существующий закон об авторском праве Европейского Союза и является частью проекта Единого цифрового рынка ЕС.
26 марта 2019 года проект директивы был одобрен Европарламентом, 15 апреля 2019 года — Советом ЕС.

## История
Впервые внесенный Комитетом Европейского парламента по юридическим вопросам 20 июня 2018 года, уточнённый проект был одобрен Европейским парламентом (Европарламент) 12 сентября 2018 года. Окончательная версия, сформированная в результате переговоров между представителями Европейской комиссии, Европейского совета и Европарламента, представлена в Европейский парламент 13 февраля 2019 года и одобрена 26 марта 2019 года. 15 апреля её одобрил Совет Европы. Каждое из государств — участников ЕС должно в течение 24 месяцев со дня вступления директивы в силу принять национальный закон в исполнение этой директивы.
Европейский совет заявляет в качестве ключевых целей директивы защиту печатных изданий, сокращение разрыва между прибылью, получаемой интернет-платформами и создателями контента, поощрение «сотрудничества» между этими двумя группами и создание исключений из авторского права для анализа текста и данных. Конкретные предложения директивы включают предоставление печатным изданиям прямого авторского права на использование их публикаций интернет-платформами, такими как агрегаторы новостей (статья 11, получившая называние «налог на ссылки» — link tax), и требование, чтобы веб-сайты, которые в основном размещают контент, создаваемый пользователями, принимали «эффективные и пропорциональные» меры по предотвращению несанкционированного размещения защищенного авторским правом контента или несли ответственность за действия своих пользователей (статья 13, получившая название «фильтр загрузок» — upload filter).
Статьи 11 («налог на ссылки») и 13 («обязательная фильтрация») вызвали широкую критику и разногласия в Европе и США из опасений, что директива будет препятствовать выражению мнений в Интернете, требуя от веб-сайтов получения лицензий для ссылок на новостные статьи, а статья 13 потребует использования технологий анализа контента, который не способен идентифицировать добросовестное использование, например, пародию. Петиция на сайте Change.org собрала более 4,7 миллионов подписей против этой директивы по состоянию на 18 февраля 2019 года, что является рекордом. Во многих городах Европы были проведены протестные митинги. Изначальные сторонники директивы, к которым принадлежат в основном медиагруппы и крупные издатели, отвергают эти аргументы, утверждая, что крупные интернет-платформы проводили кампанию по дезинформации и астротурфингу. При этом лоббисты медиагрупп и издателей имели гораздо больше контактов с членами Европарламента, чем технологическая индустрия. Группа крупных международных СМИ и правообладателей музыки первоначально поддержала предложение, но заняла противоположную позицию в отношении окончательной версии директивы, представленной в феврале 2019 года. Международная федерация журналистов называет текущую версию «плохой для журналистики».